# الوقت الذئب
الوقت الذئب هو فيلم من نوع دراما أُصدر في 2003. الفيلم من توزيع ليس فيلمز دي لوسانغي ‏، وهو من إخراج وسيناريو مايكل هاينيكي.

## القصة
حدثت كارثة من نوع ما ، لا يعرف الجمهور منها سوى أن المياه غير الملوثة نادرة ، ويجب حرق الماشية. بعد أن فرت عائلة «لوران» من باريس ، وصلت إلى منزلها على أمل العثور على ملجأ وأمان ، لتكتشف أنها بالفعل محتلة من قبل الغرباء.
تعرضت الأسرة للاعتداء من قبل الغرباء وأجبروا على المغادرة دون إمدادات أو وسائل نقل. وبينما كانوا يطلبون المساعدة من أشخاص يعرفونهم في القرية ، تم إبعادهم مرارًا وتكرارًا. تشق العائلة طريقها إلى محطة قطار حيث ينتظرون مع ناجين آخرين ، على أمل أن يتوقف قطار لهم ويعيدهم إلى المدينة.
تقع أحداث الفيلم في فرنسا.

## طاقم التمثيل
- إيزابيل أوبير
- Christoph Theußl  [لغات أخرى]‏
- Costel Cașcaval  [لغات أخرى]‏
- الكسندر بارتا  [لغات أخرى]‏
- ادموند جاغر  [لغات أخرى]‏
- Werner Wultsch  [لغات أخرى]‏
- جورج فريدريك
- Marián Mitaš [الإنجليزية]‏
- Simon Hatzl [الإنجليزية]‏
- تييري فان ورفيك
- Lucas Biscombe ‏
- رونا هارتنر
- بياتريس دالي
- بريجيت روان
- فلورنسا لورا-سااللي [الإنجليزية]‏
- فرانك جورلات
- مارلين حتي  [لغات أخرى]‏
- مايكل أبيتبول
- Serge Riaboukine [الإنجليزية]‏
- باتريس شيرو
- لومينيتسا غيورغي
- أنيه ديموستييه
- اندرياس الشهوه  [لغات أخرى]‏
- موريس بنيشو
- دانيال دوفال
- ماريا هوستاتير
- Branko Samarovski  [لغات أخرى]‏
- اوليفييه جورميه

## وصلات خارجية
- الوقت الذئب على موقع IMDb (الإنجليزية)
- الوقت الذئب على موقع ميتاكريتيك (الإنجليزية)
- الوقت الذئب على موقع روتن توميتوز (الإنجليزية)
- الوقت الذئب على موقع نتفليكس (الإنجليزية)
- الوقت الذئب على موقع ألو سيني (الفرنسية)
- الوقت الذئب على موقع Turner Classic Movies (الإنجليزية)
- الوقت الذئب على موقع أول موفي (الإنجليزية)
- الوقت الذئب على موقع بوكس أوفيس موجو (الإنجليزية)
- الوقت الذئب على موقع فيلمافينيتي (الإسبانية)
- الوقت الذئب على موقع قاعدة بيانات الأفلام السويدية (السويدية)